# Christopher I. Byrnes
Christopher I. Byrnes, född 28 juni 1949 i Bronx, New York, död 7 februari 2010 i Stockholm, var en amerikansk matematiker. 
Byrnes utbildade sig i matematik vid Manhattan College och University of Massachusetts. Efter några år vid Harvard och Arizona State University flyttade han 1989 till Washington University i St. Louis där han senare tilldelades Edward H. och Florence G. Skinner-professuren i systemvetenskap och matematik.
Byrnes utsågs 1998 till hedersdoktor vid Kungliga Tekniska högskolan (KTH) och invaldes 2001 som utländsk ledamot av Kungliga Ingenjörsvetenskapsakademien. Han var även medlem av IEEE och innehade vid sin död en gästprofessur vid KTH.